# Аднан, Табассум
Табассум Аднан (урду تبسم عدنان‎, род. 1977, Сват, Северо-Западная пограничная провинция) — пакистанская активистка за права женщин из долины Сват. В 2015 году она получила Международную женскую премию за отвагу Государственного департамента США за усилия по обеспечению справедливости для пакистанских женщин.

## Биография
Табассум Аднан родилась в 1977 году и выросла в долине Сват в Пакистане. В 13 лет она стала невестой-ребёнком, к моменту, когда она развелась со своим мужем — матерью четверых детей и жертвой домашнего насилия. Оказавшись бездомной и без средств к существованию, Аднан приняла участие в программе расширения прав и возможностей женщин, проводимой местной группой помощи. Это вдохновило её работать над изменением способности женщин участвовать в процессах принятия решений. Первоначально она обратилась в Джиргу Свата, состоящую только из мужчин, но получила отказ. Джирги — это традиционные неформальные судебные советы, которые обеспечивают соблюдение законов о возмездии кисас и, хотя они не предназначены для замены формальных судебных систем или полицейских процедур, решения старейшин уважаются обществом и часто влияют на судебную систему.
В мае 2013 года Аднан основала собственную джиргу, первую в стране, руководимую женщинами. Традиционно женщины в регионе были движимым имуществом для разрешения споров между мужчинами, выдавались замуж для освобождения от долгов, требований чести и возмездия за преступления. Поскольку у женщин мало власти, Аднан признала, что её группе придется оказать давление на власти, чтобы они начали действовать. Её джирга, состоящая из 25 женщин, оказывает давление на полицию и традиционную судебную систему, чтобы они действовали, одновременно оказывая юридическую помощь жертвам. Квендо Джирга, или Совет сестёр, помимо оказания правовой поддержки женщинам выступает за бесплатное образование для девочек, охранк здоровья женщин и девочек, обучение как традиционным домашним, так и нетрадиционным профессиональным навыкам, микрофинансирование, доступ женщин к мирным переговорам, правосудию и голосованию, и за законы, которые защищают женщин от насилия, в частности, убийств чести, убийств из-за приданого, обливаний кислотой и пыток. Первоначально против Квендо джирги выступали как мужские джирги, так и известные активисты за права женщин.
В 2014 году произошло событие, изменившее общественное мнение о группе Аднан. Был изнасилован ребёнок, а власти бездействовали. Квендо Джирга организовала акцию протеста, привлекающую внимание к этому делу. Подозреваемые были задержаны, и впервые в истории пуштунов женщину, Аднан, попросили принять участие в мужской джирге и помочь в отправлении правосудия по этому делу. В дальнейшем женщины закрепили успех, и в июле 2014 года Аднан и Квендо Джирга лоббировали принятие закона, запрещающего детские браки. Несмотря на сильный протест со стороны религиозных сил, Ассамблея Синда единогласно приняла запрет на браки для лиц моложе восемнадцати лет, а в декабре 2014 года Ассамблея Пенджаба единогласно приняла резолюцию о работе над поправками к действующему закону.
После первого успеха в мужской джирге Аднана приглашали участвовать в других делах, касающихся «женских вопросов». Хотя она по-прежнему получает угрозы, Аднан продолжает работу, поскольку считает, что женщины должны участвовать в процессах принятия решений, влияющих на их жизнь.

## Награды
В 2013 году Аднан была удостоена Human Defenders Award, в 2014 году она была номинирована на премию N-Peace Empowerment Award, а в 2015 году она получила Международную женскую премию Государственного департамента США за отвагу. Также она получила Премию Нельсона Манделы 2016 года.